# Трояни (Бердянський район)
Трояни́ — село в Україні, в Андрівській сільській громаді Бердянського району Запорізької області. Населення становить 1364 осіб.

## Географія
Село Трояни розташоване на лівому березі річки Кільтиччя, вище за течією примикає село Андрівка, нижче за течією на відстані 1 км розташоване село Дмитрівка. Поруч проходить залізниця, станція Трояни.

## Історія
- 1862 — дата заснування.
- В ході війни 1941—1945 років село зайняте нацистськими військами 8 жовтня 1941 року.

## Економіка
- Троянівський елеватор, ВАТ.
- «Схід», агрофірма, ПП.

## Об'єкти соціальної сфери
- Школа.
- Дитячий садочок.
- Будинок культури.